# Al-Balad, Jeddah
Al-Balad (tiếng Ả Rập: البلد) là trung tâm lịch sử của Jeddah, thành phố lớn thứ hai của Ả Rập Xê Út. Al-Balad được dịch theo nghĩa đen có nghĩa là "thị trấn".
Al-Balad được thành lập vào thế kỷ thứ 7 và trong lịch sử là trung tâm của Jeddah. Những bức tường phòng thủ của Al-Balad đã bị phá hủy vào những năm 1940. Trong những năm 1970 và 1980, khi Jeddah bắt đầu trở nên giàu có hơn nhờ sự bùng nổ của dầu mỏ, nhiều người Jeddah đã di chuyển về phía bắc, cách xa Al-Balad vì nó nhắc họ về thời kỳ kém thịnh vượng hơn. Al-Balad không đủ chỗ đỗ cho những chiếc xe lớn, các cửa hàng của nó không bán quần áo hàng hiệu đắt tiền.
Chính quyền thành phố Jeddah bắt đầu những nỗ lực bảo tồn lịch sử trong những năm 1970. Năm 1991, đô thị Jeddah đã thành lập Hiệp hội bảo tồn lịch sử Jeddah để bảo tồn kiến trúc và văn hóa lịch sử của Al-Balad. Năm 2009, ủy ban du lịch và cổ vật Ả Rập Xê Út đã đề cử Di sản thế giới và nó chính thức trở thành một Di sản thế giới từ năm 2014.